# Virimi Vakatawa
Virimi Vakatawa (1 de mayo de 1992) es un jugador de rugby de francés de modalidades 7s y Union. Nacido en Nueva Zelanda que juega para Racing 92 en el Top 14 y como también a Les Bleus. Su posición es ala y centro . Se unió al equipo francés 7s en 2014 y en enero de 2016, fue incluido en el equipo Selección de rugby de Francia para el Torneo de las Seis Naciones 2016 . 

## Carrera

### Club
Comenzó su carrera en Fiji jugando para su escuela Nasinu Secondary School antes de ser reclutado por el wing Fiyiano Sireli Bobo, a unirse al club francés Racing Métro 92 en 2010. Fue asesorado por otro exjugador fiyianoSimon Raiwalui . Jugó su primer juego en la Copa Heineken 2010-11 donde anotó su primer try contra Leinster . El 13 de junio de 2017, se confirmó que Vakatawa se uniría a Racing 92 de manera profesional para la temporada 2017-18 .

### Internacional
En 2013, se convirtió en elegible para representar a Francia . Fue liberado de su contrato y se unió al equipo francés de siete . Se convirtió en una estrella del rugby 7s para Francia 
El 19 de enero de 2016, Guy Novès nombró a Vakatawa en el equipo de la Unión de rugby de Francia para el Torneo de las Seis Naciones. Ha sido etiquetado como la respuesta francesa al novato promesa de los All Black Sonny Bill Williams . Hizo su debut contra Italia anotando un try. 
En octubre de 2016, fue incluido nuevamente en el equipo de los XV Francia a pesar de que aún no ha jugado para un equipo Top 14. Jugó su primer juego como ala contra Samoa, anotando tres tries . Jugó una semana después contra Australia anotando un intento en su derrota por 23-25. Se asoció con Noa Nakaitaci en las alas y fue renombrado junto a Noa en su prueba final del año contra Nueva Zelanda . También fue nombrado en el equipo de los 7 franceses para los Dubai Sevens 2016 una semana después. 
El 24 de mayo de 2016, Vakatawa firmó un contrato de dos años con el FFR para que jugara exclusivamente para las selecciones francesas de seven y union.
Sin embargo, una temporada completa y algunos problemas físicos fueron suficientes para demostrar las limitaciones de este modelo. Los horarios incompatibles y las diferencias en la preparación atlética no le permitieron estar listo para todos los torneos del circuito mundial, ni realmente desempeñarse al más alto nivel para ninguno de los equipos. 
El 13 de junio de 2017, se anunció que Vakatawa y la Federación habían acordado liberarlo de su contrato para poder encontrar un club y jugar rugby union a tiempo completo. Sin embargo, como parte de este nuevo acuerdo, todavía estaría disponible para la Copa Mundial de Rugby Sevens 2018 en el Área de la Bahía de San Francisco . 
Jacques Brunel lo seleccionó para participar en la Copa Mundial de Rugby de 2019 donde anotó un dos ensayos, uno ante Tonga en la fase de grupos y otro ante Gales en cuartos de final.

## Honores
- Top 14 máximo anotador de tries: 2018-19 (13 tries)[9]